# Rosalie Gascoigne
Rosalie Gascoigne (* 25. Januar 1917 in Auckland; † 25. Oktober 1999 in Canberra) war eine australische Bildhauerin und Objektkünstlerin.

## Leben und Wirken
Rosalie Norah King Walker wurde als zweites von drei Kindern ihrer Eltern Marion und Stanley Walker in Auckland Neuseeland geboren. Von 1935 bis 1938 studierte sie an der Universität Auckland Sprachen und Mathematik. Nach Abschluss ihres Studiums absolvierte sie eine einjährige Ausbildung zur Lehrerin und unterrichtete von 1940 bis 1942 an mehreren neuseeländischen Schulen.
Am 9. Januar 1943 heiratete Rosalie den Astronomen Sidney Charles Bartholemew Gascoigne („Ben“) und übersiedelte nach Australien, wo sich das Ehepaar bei Bens Arbeitsstätte, dem Mount-Stromlo-Observatorium nahe Canberra, niederließ. Im Zeitraum zwischen 1943 und 1949 wurden die drei gemeinsamen Kinder (Martin, Thomas und Hester) geboren. 1960 übersiedelte das Ehepaar in einen Vorort von Canberra. Ab dieser Zeit beschäftigte sich Gascoigne mit Ikebana und Dekorationen. Nach einer mehrmonatigen Europareise, wo die Familie Gascoigne zahlreiche Kunstausstellungen, wie von Francis Bacon und Henry Moore, besuchte, begann Rosalie ab Mitte der 1960er Jahre alte Maschinenteile von Farmen und Bergbaubetrieben zu sammeln, welche sie zur Gestaltung ihrer Ikebana-Arrangements verwendete. 1969 übersiedelte die Familie in ihr neu errichtetes Haus in Pearce, einem Stadtteil von Canberra, und Rosalie Gascoigne erweiterte ihre Sammlertätigkeit auf verwittertes Holz, alte Verpackungskisten sowie Tierknochen und wurde 1972 in australischen Medien erstmals als Objektkünstlerin wahrgenommen. Ab 1974 folgten zahlreiche Ausstellungen in australischen Galerien und Museen. 1982 wurde sie als erste australische Künstlerin zur Teilnahme an der Biennale in Venedig eingeladen.
Gascoigne gilt als eine der bedeutendsten zeitgenössischen australischen Künstler. Ihre Werke sind in zahlreichen australischen und neuseeländischen Museen und Sammlungen sowie in der  Tate Gallery London und dem Metropolitan Museum of Art in New York vertreten.

## Einzelausstellungen (Auswahl)
- 1974: Macquarie Galleries, Canberra
- 1977: Institute of Modern Art, Brisbane
- 1978: National Gallery of Victoria, Melbourne
- 1982: Biennale in Venedig, australischer Pavillon (gemeinsam mit Peter Booth)
- 1992: Canberra Contemporary Art Space, Canberra
- 1996: Greenaway Art Gallery, Adelaide
- 1997: Art Gallery of New South Wales, Sydney
- 1998: National Gallery of Australia, Canberra
- 2004: City Gallery, Wellington
- 2008: Retrospektive im Ian Potter Centre der National Gallery of Victoria, Melbourne
- 2013: Newcastle Art Gallery, Newcastle
- 2015: Goulburn Regional Art Gallery, Goulburn[2]

## Gruppenausstellungen (Auswahl)
- 1975: Gallery A, Sydney
- 1977: Ray Hughes Gallery, Brisbane
- 1983: Gallery Yamaguchi, Tokyo
- 1989: Rooseum, Malmö
- 1991: Monash University Gallery & Australian Centre for Contemporary Art, Melbourne
- 1994: Auckland & City Gallery, Wellington
- 1995: Pre-Biennale, Cheju, Südkorea
- 1997: Museum of Modern Art, Oxford
- 2000: 12. Biennale Sydney

## Auszeichnungen
- 1995: Grand Prize bei der Cheju Pre-Biennale in Korea[1]